# Бурбах ле О
Бурбах ле О (фр. Bourbach-le-Haut) насеље је и општина у источној Француској у региону Алзас, у департману Горња Рајна која припада префектури Тан.
По подацима из 2011. године у општини је живело 421 становника, а густина насељености је износила 61,37 становника/km². Општина се простире на површини од 6,86 km². Налази се на средњој надморској висини од 580 метара (максималној 1.183 m, а минималној 439 m).

## Демографија
| 1962. | 1968. | 1975. | 1982. | 1990. | 1999. | 2011. |
| ----- | ----- | ----- | ----- | ----- | ----- | ----- |
| 150   | 183   | 187   | 231   | 257   | 324   | 421   |

График промене броја становника у току последњих година